# Stephen Ireland
Stephen James Ireland (ur. 22 sierpnia 1986 w Cobh) – irlandzki piłkarz występujący na pozycji pomocnika w angielskim Bolton.

## Kariera klubowa
Ireland zaczynał piłkarską karierę w rodzinnym mieście Cobh, w klubie o nazwie Cobh Ramblers. Jeszcze jako uczeń szukał klubu w Wielkiej Brytanii, jednak większość z nich nie przyjęła go ze względu na chorobę Osgooda-Schlattera, na którą cierpiał. W wieku 14 lat trafił do młodzieżowej drużyny Manchesteru City, Do składu pierwszej drużyny został włączony w sezonie 2005/2006 przez menedżera Stuarta Pearce'a. W Premiership młody Stephen zadebiutował w 6. kolejce ligowej, 18 września w przegranym 0:1 meczu z Boltonem Wanderers, gdy w 81. minucie zmienił Joeya Bartona. Z czasem stawał się członkiem pierwszego składu i zadowolone kierownictwo "The Citizens" przedłużyło z nim kontrakt do 2009 roku. W całym sezonie 2005/2006 Ireland wystąpił w 24 meczach Manchesteru i zajął z nim 15. miejsce w lidze. W sezonie 2006/2007 stał się już podstawowym zawodnikiem drużyny, od którego Pearce rozpoczyna ustalanie składu. 26 grudnia zdobył swojego pierwszego gola w lidze – był to mecz 20. kolejki, a Manchester City pokonał na wyjeździe Sheffield United F.C. 1:0. Równie dobrze grał w Pucharze Anglii i zdobył w nim 2 gole – z Sheffield Wednesday oraz Preston North End.
Ireland został odwieziony do szpitala w połowie meczu Carling Cup z Fulham, ponieważ podejrzewano u niego atak serca.
Napastnik skarżył się na duszności, zawroty głowy i złe samopoczucie. Zawodnik spędził w szpitalu pięć godzin, gdzie został poddany dokładnym badaniom i testom medycznym. Źródła podają, że przyczyną takiego stanu rzeczy może być indywidualny plan treningowy, który przygotował sobie sam napastnik. Piłkarz oprócz piłki nożnej trenuje także podnoszenie ciężarów oraz kick-boxing i inne sztuki walki. Irlandczyk przyznał się, że prawie codziennie biegał od 7.00 rano po wzgórzach niedaleko swojego domu, a następnie trenował w sali gimnastycznej aż do 11.00.
18 sierpnia 2010 roku w ramach rozliczenia za transfer Jamesa Milnera został sprzedany do Aston Villi. 31 stycznia 2011 został wypożyczony Newcastle United. Później przez dwa sezony grał dla "Lwów", zaś 2 września 2013 roku został wypożyczony do Stoke City. 14 stycznia 2014 roku zarząd klubu Stoke wykupił Irlandczyka.

## Kariera reprezentacyjna
Swoje pierwsze powołanie do reprezentacji Irlandii Ireland otrzymał w lutym 2006 od Steve'a Stauntona. Wcześniej przyznał, że nigdy nie zagra w reprezentacji prowadzonej przez poprzedniego selekcjonera, Briana Kerra, gdyż ten pomijał go w powołaniach do kadry młodzieżowej. W reprezentacji zadebiutował 1 marca w wygranym 3:0 meczu ze Szwecją.
W meczu eliminacji do Euro 2008 przeciwko Cyprowi Ireland zdobył jednego z goli, a Irlandia przegrała 2:5. Natomiast w lutym 2007 w 90. minucie wyjazdowego meczu z San Marino zapewnił zwycięstwo 2:1 swojemu zespołowi, a w marcu zdobył jedynego gola dla Irlandii, a ta pokonała 1:0 Walię.

## Statystyki kariery
| Sezon                    | Klub                     | Kraj                     | Rozgrywki                | Mecze | Bramki |
| ------------------------ | ------------------------ | ------------------------ | ------------------------ | ----- | ------ |
| 2005/06                  | Manchester City          | Anglia                   | Premier League           | 24    | 0      |
| 2006/07                  | Manchester City          | Anglia                   | Premier League           | 24    | 1      |
| 2007/08                  | Manchester City          | Anglia                   | Premier League           | 33    | 4      |
| 2008/0                   | Manchester City          | Anglia                   | Premier League           | 24    | 7      |
| 2009/10                  | Manchester City          | Anglia                   | Premier League           | 22    | 2      |
| 2010/11                  | Aston Villa              | Anglia                   | Premier League           | 10    | 0      |
| 2010/11                  | Newcastle United (wyp.)  | Anglia                   | Premier League           | 2     | 0      |
| 2011/12                  | Aston Villa              | Anglia                   | Premier League           | 24    | 1      |
| 2012/13                  | Aston Villa              | Anglia                   | Premier League           | 13    | 0      |
| 2013/14                  | Aston Villa              | Anglia                   | Premier League           | 0     | 0      |
| 2013/14                  | Stoke City (wyp.)        | Anglia                   | Premier League           | 13    | 2      |
| 2013/14                  | Stoke City               | Anglia                   | Premier League           | 12    | 0      |
| 2014/15                  | Stoke City               | Anglia                   | Premier League           | 18    | 0      |
| 2015/16                  | Stoke City               | Anglia                   | Premier League           | 13    | 0      |
| 2016/17                  | Stoke City               | Anglia                   | Premier League           | -     | -      |
| 2017/18                  | Stoke City               | Anglia                   | Premier League           | 3     | 0      |
| Łącznie w Premier League | Łącznie w Premier League | Łącznie w Premier League | Łącznie w Premier League | 233   | 17     |